# Shyla Stylez
Shyla Stylez, pseudoniem van Amanda Friedland Hardy (Armstrong (Brits-Columbia), 23 september 1982 – aldaar, 9 november 2017), was een Canadese pornoactrice.

## Biografie
Stylez werd geboren in Armstrong, Brits-Columbia, Canada. Haar in Canada geboren familie kwam uit Duitsland. Na het voltooien van de middelbare school verhuisde ze naar Vancouver en begon ze met naaktfotosessies en live webcamshows voor pornowebsites, terwijl ze ook bezig was als stripper.
In 2000 verhuisde Shyla naar Los Angeles en speelde in films van Anabolic Productions. Shyla's borsten werden vergroot naar 32D in juni 2002, en rond deze tijd ging ze exclusief voor Jill Kelly Productions werken.
Shyla bleef bij Jill Kelly Productions tot 2005 toen ze tijdelijk uit de porno-industrie ging. Tijdens dit hiaat liet ze haar borsten vergroten naar 36DD. In 2006 ging ze terug naar de porno-industrie en was ze weer prominent in dvd- en internetporno.
Ze werd op 9 november 2017 door haar moeder levenloos thuis op bed gevonden.

## Prijzen en nominaties
- 2003 AVN Award genomineerd – Best New Starlet[4]
- 2007 AVN Award genomineerd – Best All-Girl Sex Scene, Video - Girlvana 2, Zero Tolerance Entertainment with Sammie Rhodes and Jenaveve Jolie[5]
- 2008 AVN Award genomineerd – Best Supporting Actress, Video - Coming Home, Wicked Pictures[6]
- 2008 AVN Award genomineerd – Best Interactive DVD - My Plaything: Shyla Stylez, Digital Sin[6]
- 2009 AVN Award genomineerd – Best Tease Performance – Curvy Girls[7]
- 2009 AVN Award genomineerd – Best POV Sex Scene – Full Streams Ahead[7]
- 2009 AVN Award genomineerd – Best Group Sex Scene – Pirates II[7]

## Filmografie
- Sins of a Glamour Girl (2019); postuum release
- She's a Pussy Addict 2 (2016)
- 100% Pussy (2015)
- Blonde & Beautiful (2015)
- Interracial Fantasy (2014)
- Pornstars Like It Big 17 (2013)
- Pornstars Like It Big 16 (2013)
- Justice League of Porn Star Heroes (2012) - Poison Ivy
- Breast Worship 2 (2009)
- Bleached to the Bone 2 (2009)
- Born 2 Porn 2 (2009)
- Busty Cops on Patrol (2009)
- Internal Cumbustion 15 (2009)
- Jack's Big Ass Show 9 (2009)
- Lucky Lesbians 4 (2009)
- Rack It Up 3 (2009)
- Ready, Wet, Go 6 (2009)
- Real Female Orgasms 10 (2009)
- Registered Nurse 2 (2009)
- The F!ve (2009)
- Pirates II: Stagnetti's Revenge (2008) - Buikdanseres #3
- Fallen (2008) - Bethany
- Black Owned 3 (2008)
- Pornstars Like It Big 3 (2008)
- It's a Secretary Thing! (2008)
- The Accidental Hooker (2008)
- Mr. Big Dicks Hot Chicks 2 (2008)
- Ass Stretchers POV (2008)
- All About Me 2 (2008)
- Anal Cavity Search 4 (2008)
- Anal P.O.V. 5 (2008)
- Apple Bottomz 5 (2008)
- Apprentass 8 (2008)
- Big Boob Orgy (2008)
- Big Loves 3 (2008)
- Cum Buckets! 8 (2008)
- Curve Appeal (2008)
- Curvy Girls (2008)
- Double Decker Sandwich 12 (2008)
- Flying Solo (2008)
- Full Streams Ahead (2008)
- Hand to Mouth 7 (2008)
- Internal Damnation 2 (2008)
- In Thru the Backdoor 2 (2008)
- Lex on Blondes 5 (2008)
- Mayhem Explosions 8 (2008)
- Mind Fley (2008)
- My Space 5: MILF Bound (2008)
- My Wife's Hot Friend (2008)
- Nurses (2008)
- Playgirl: Hedonistic Lust (2008)
- Playgirl: Sex Inferno (2008)
- Predator 3: The Final Chapter (2008)
- Pretty as They Cum (2008)
- Real Wife Stories (2008)
- Se7en Deadly Sins (2008)
- Titty Bangers 2 (2008)
- Wet Dreams Cum True 6 (2008)
- White Ass Worship (2008)
- Taboo 23 (2007)
- Juggernauts 8 (2007)
- Mr. Big Dick Hot Chicks (2007)
- A2m 12 (2007)
- Ass Stretchers POV (2007)
- Big Tit Ass Stretchers 5 (2007)
- Big Tits at School (2007)
- Big Tits at Work (2007)
- Big Wet Asses 12 (2007)
- Big Wet Tits 5 (2007)
- Blonde Bombshell (2007)
- Coming Home (2007)
- Crack Addict 7 (2007)
- Cum Buckets! 7 (2007)
- Dirty Divas (2007)
- Double Vision (2007)
- Fetish Dolls (2007)
- Girls Will Be Girls (2007)
- Lex the Impaler 3 (2007)
- My First Sex Teacher #12 (2007)
- Neighbor Affair 4 (2007)
- Pink Paradise 3 (2007) (V)
- Pornstars Like It Big (2007)
- Ready, Wet, Go 4 (2007)
- Real Female Orgasms 7 (2007)
- Sodom 4 (2007)
- Strange Dreams (2007)
- Ass Addiction (2006)
- Ass Worship 9 (2006)
- Cum Shots 9 (2006)
- DDs & Derieres (2006)
- Evilution 2 (2006)
- Fantasy All-Stars 3 (2006)
- Fishnets 6 (2006)
- Fucked on Sight (2006)
- Girlvana 2 (2006)
- Housewife 1 on 1 #6 (2006)
- Jack's Big Tit Show 4 (2006)
- Jack's POV 5 (2006)
- Lady Scarface (2006) - Shyla
- Naughty Office 5 (2006)
- Pussy Foot'n 18 (2006)
- Slut Collector (2006)
- Sodom 3 (2006)
- The Black Bastard 11 (2006)
- Sexual Suspects (2005) (TV) - Sierra
- Call Girl Wives (2005) (TV) - Amanda
- Alabama Jones and the Busty Crusade (2005) - Dana de archeologe
- Best Butts in the Biz (2005)
- Boy Toys (2005)
- Kristy Comes Home (2005)
- North Pole Collector's Edition (2005)
- This Butt's 4U (2005)
- 100% Blowjobs 23 (2004)
- 100% Blowjobs 24 (2004)
- 100% Blowjobs 27 (2004)
- 100% Foursomes 2 (2004)
- A Cum Sucking Whore Named Shyla (2004)
- Can Buy Me Love (2004)
- Jenna Loves Threesomes (2004)
- Take That! The Biggest Pop Shots of Deep Throat This (2004)
- Heat (2003) - Holly
- Graced (2003) - Penny
- Naked Volleyball Girls (2003)
- My Dreams of Shay (2003)
- 100% Blowjobs 18 (2003)
- 100% Blowjobs 20 (2003)
- 100% Blowjobs 21 (2003)
- 100% Interracial (2003)
- All Anal (2003)
- Desperately Seeking Tyler (2003)
- Maximum Thrust (2003)
- Princess (2003)
- When the Boyz Are Away the Girlz Will Play 10 (2003)
- Friends and Lovers (2002) - Courtney
- Can't Stop Me: Devon's First Time (2002)
- Web of Seduction (2002)
- Love Untamed (2002)
- Gangbang Girl 34 (2002) - Whitch
- American Girls 2 (2002)
- Hot Body Competition: Naughty Nurses Contest (2002)
- Feeding Frenzy (2002)
- Flesh Hunter 2 (2002)
- Un-Natural Sex 7 (2002) - Shyla
- 2 on 1 #12 (2002)
- Lex the Impaler 2 (2002) - Vrouw bij glazen deuren
- Down the Hatch 8 (2002)
- Naked Eye (2002)
- Ass Worship 2 (2002) - Vrouw in blauwe panty (Shyla)
- Initiations 9 (2002) - Blonde vrouw (Shyla)
- Lewd Conduct 12 (2002) - Shyla
- Anal Addicts 10 (2002)
- Balls Deep 4 (2002)
- Balls Deep 5 (2002)
- Black and White Passion 2 (2002)
- Bring'um Young 12 (2002)
- Deep Throat This 6 (2002)
- Dumb Blonde (2002)
- Killer Sex (2002) - Shyla
- Little Lace Panties (2002)
- North Pole #31 (2002)
- Oral Adventures of Craven Moorehead 15 (2002)
- Oral Consumption 5 (2002)
- Perfect Pink 13: On the Wildside (2002)
- Screaming Orgasms 6 (2002)
- Seductions 1 (2002)
- Sweet Cheeks (2002) - Shyla
- Up Your Ass 19 (2002) - Shyla
- When the Boyz Are Away the Girlz Will Play 7 (2002)
- When the Boyz Are Away the Girlz Will Play 8 (2002)
- When the Boyz Are Away the Girlz Will Play 9 (2002)
- Wicked Auditions 1 (2002)
- Young as They Cum 6 (2002)
- Gangbang Auditions 8 (2001) - Shyla
- A Perverted Point of View 3 (2001) - Shyla
- 2 on 1 #11 (2001) - Shyla
- Beverly Hills 9021-Ho! 2 (2001)
- Black Bastard 1 (2001)
- Cash Markman's: The Damned (2001) - als Shyla Stylez
- Slap Happy (2000) - Blonde With A Nose-Ring (Shyla)